# Álfrún Gunnlaugsdóttir
Álfrún Gunnlaugsdóttir (* 18. März 1938 in Reykjavík, Island; † 15. September 2021 ebenda) war eine isländische Schriftstellerin.

## Leben
Nach dem Schulabschluss studierte sie Literaturwissenschaft und Philosophie in Katalonien. Von 1966 bis 1970 arbeitete sie an der Universität Lausanne in der Schweiz an ihrer Doktorarbeit. 1970 promovierte Álfrún an der Autonomen Universität Barcelona zum Dr. phil. Von 1971 bis 1977 war sie Lektorin für Literaturwissenschaft an der Universität Island. Im gleichen Fachbereich war sie von 1977 bis 1987 Dozentin; 1988 erhielt sie einen Lehrstuhl, den sie bis zu ihrer Pensionierung 2006 innehatte. Sie lebte in Seltjarnarnes, einem Vorort von Reykjavík.

## Werke
Álfrún hat sieben Romane veröffentlicht sowie Texte aus dem Spanischen übersetzt und Artikel für Fachzeitschriften geschrieben.
1985 erhielt sie den Literaturpreis der Zeitung DV für ihr zweites Buch, den Roman Þel. Drei ihrer Romane wurden für den Literaturpreis des Nordischen Rates nominiert: Hringsól (1991), Hvatt að rúnum (1995) und Yfir Ebrofljótið (2003). Bereits 2001 war Yfir Ebrofljótið für den Isländischen Literaturpreis nominiert worden, so auch 2008 ihr Roman Rán.
Ins Deutsche übersetzt ist z. B. der Roman Im Vertrauen (Hvatt að rúnum). In diesem Roman überschneiden sich mehrere Erzählebenen auf kunstvolle Weise: Eine mittelalterliche Saga, eine Geschichte aus dem 18. Jahrhundert sowie eine aus der Gegenwart.